# Joey Tribbiani
Joseph Francis Tribbiani Jr. es un personaje ficticio de la serie de televisión de comedia de situación estadounidense Friends (1994-2004) y el protagonista del spin-off Joey (2004-2006). El personaje es interpretado por Matt LeBlanc en ambas series.

## Antecedentes
Nacido en Queens el 25 de mayo de 1968, Joey viene de una familia de ascendencia italiana de ocho hijos, en la cual él es el único varón. Él es en parte portugués, un 1/16, pero no se sabe de qué lado de la familia viene esa ascendencia. Tiene siete hermanas: Mary Therese, Mary Angela (con quien Chandler salió en la fiesta de cumpleaños de Joey), Dina, Gina, Tina, Veronica y Cookie. Cuando era niño, era muy propenso a los accidentes. Tuvo un amigo imaginario llamado Maurice, el cual era un vaquero del espacio.
Joey es un actor "estereotipo": tiene mucho sexo, tiene un bajo nivel de educación y está constantemente buscando trabajo. Fue ordenado sacerdote a través de internet en "The One with the Truth About London", y ofició en las bodas de Chandler y Monica, y Phoebe y Mike. Se revela en "The One After 'I Do'" que el tamaño de sus pies es muy pequeño, lo que él guarda como secreto y se pone a la defensiva. Tiene un pingüino de peluche llamado Huggsy (Abracín), su "compañero pingüino de dormir", con quien tiene grandes lazos y no le gusta compartirlo. No le gusta tampoco compartir comida y tiene una dificultad enorme con las matemáticas (se evidencia por usar una calculadora para sumar 500 y 500). En deportes, a Joey le gustan los New York Yankees en béisbol, New York Knicks en baloncesto, New York Giants en fútbol americano, y New York Rangers en hockey.
La primera frase de Joey en la serie fue "Vamos, ¡por qué no vas a salir con ese tipo! Tiene que tener algo malo," cuando Monica se niega a dar detalles sobre el chico con el que sale. Una de sus frases más características es "¿Cómo va eso?" ("How you doin'?", en inglés, con un acento típico que pone Joey en esa frase), que utiliza cuando quiere ligar con una chica. Su última línea es una respuesta a Phoebe que dice "Creo que éste es el final." Joey responde, "Sí. Supongo que sí."

## Personalidad
Joey se caracteriza por ser un mujeriego pero de buen carácter al que le encanta la comida. Ama especialmente los sándwiches de albóndigas. Cuando le preguntan si renunciaría al sexo por comida, tuvo problemas y acabó gritando "¡Quiero un sándwich de mujer!". En "The One With the Ride Along", aparece salvando a Ross de un supuesto disparo, cuando en realidad era su sándwich de albóndigas lo que quería salvar; el cual estaba cerca de Ross. Más allá de ser mujeriego, a lo largo de la serie se destaca por ser, probablemente, el que tiene más cualidades de "buen amigo"; jamás ha roto una promesa y siempre ha sido fiel a sus amigos, algo que el resto del grupo, teniendo deslices, no ha podido cumplir del todo. Es algo idiota, y sabio en cuestiones de romance, a menudo basándose en su línea "How you doin?" (¿Cómo va eso?) pero incapaz de tener buenas ideas cuando se plantea una situación. Esto alude al episodio "The One Where Ross Dates a Student", cuando Chandler, refiriéndose a Joey, dice "Una chica desnuda y de repente es Rainman" cuando Joey le sugirió a Ross con el trabajo llamándolo "el más lindo del departamento de paleontología" comparando la escritura de la nota a la escritura en los ensayos de clase. En otro ejemplo, Joey dijo una anédocta referida a "la historia de Europa" o "la historia mágica"; aparentemente, quienes la escuchan inmediatamente quieren tener sexo con quién cuenta la historia. Esto fue probado ser efectivo en "The One With the Videotape", cuando se descubre que Rachel usó exitosamente la historia con Ross (aunque, como Ross tenía conocimiento de la historia de antemano, el mero hecho de que Rachel utilizó la historia habría sido suficiente para que Ross entendiera que lo estaba seduciendo). Él es inteligente en algunos momentos, por ejemplo, en "The One With Ross's Teeth", mientras los otros cinco amigos se sentaban en el Central Perk para reflexionar sobre por qué no caían bien a sus jefes, fue Joey quien dijo, "Quizá es porque todos estáis aquí sentados a las 11:30 de la mañana de un miércoles."
Joey es extremadamente promiscuo con las mujeres. En "The One with Monica's Thunder", Chandler le pregunta a Joey, "Tuviste mucho sexo, ¿no es cierto?", a lo que Joey responde, "¿Hoy? No mucho." Se acuesta con muchas mujeres con las que trabaja (aunque negó una oferta para tener sexo con una directora de casting porque él quería estar en el elenco por sus aptitudes de actor, no por su desempeño sexual, aunque su integridad bajó cuando el agente le dio un papel más importante al que él originalmente se presentó). Aparentemente ha estado activo sexualmente por un largo tiempo; desabrochó el sujetador de una niña de 16 años cuando tenía nueve años, se acostó con su profesora en séptimo grado, y tuvo un descanso de primavera salvaje cuando tuvo 13. Es muy encantador con todas las mujeres pero nunca parece entrar en una relación comprometida.
Se destaca por ser un entusiasta de Stephen King, diciendo que lee The Shining una y otra vez, como también es fan de la adaptación al cine de una de sus novelas, Cujo. También se hizo fan de las novelas clásicas, de Little Women después de que Rachel le pidió que lo leyera para ver si era mejor que The Shining. A Joey le encantó la novela y quedó desconsolado cuando uno de los personajes principales se estaba muriendo.
Otros papeles conocidos de Joey durante la serie Friends incluyeron un papel en un anuncio de "Brillo de labios para Hombres" que salió al aire sólo en Japón, un anuncio para un dispositivo que te permite verter la leche de los cartones de leche, un papel principal en World War I, y un papel estelar en un programa de policías llamado Mac and C.H.E.E.S.E, que fue cancelado a mitad de la serie. En términos de trabajo en el escenario, apareció en una obra llamada Boxing Day en que su personaje "Victor" se va al espacio exterior, e interpretó a Sigmund Freud en la obra Freud!, y Monica y Chandler una vez discutieron sobre haber visto a Joey en una versión de Macbeth. En la temporada uno, Chandler también afirma haber visto a Joey en un remake de "Pinocchio".
En un episodio, Joey optaba a un papel estelar en una película en la que tenía que interpretar a un inmigrante católico. La película necesitaba tener una escena de sexo, pero Joey no se dio cuenta hasta después del casting de que le faltaba una pieza esencial para el papel. Cuando Joey le explicó la situación a Monica, desesperadamente trataron de crear uno usando una masilla. Todo parecía ir bien hasta que Joey quedó desnudo en el casting y su 'prepucio' se cayó, lo que provocó que respondiera, "Bueno, eso nunca ha pasado antes."
Con la cancelación rápida de Mac and C.H.E.E.S.E., Joey también tuvo mucha mala suerte en su carrera de actor. Filmó un papel en un episodio de Law & Order que fue cortado del episodio completo, Joey sólo se "vio" como un cadáver en una bolsa. Fue llamado para una película independiente llamada Shutter Speed, pero no la rodaron. También, fue despedido de un comercial de Burger King. Luego, en el spin-off Joey, Joey rechazó un papel en una sitcom llamada Nurses para protagonizar un piloto de series diferentes. Su piloto no fue elegido, mientras que Nurses se convirtió en un gran éxito.
Sin embargo, su carrera como actor tuvo buenos momentos. En Joey, se revela que el personaje del Doctor Drake Ramoray murió de nuevo en Days of our Lives cuando una enfermera lo apuñaló mientras él estaba operando a su esposo ("Joey and the Wrong Name"). Ganó un premio Daytime Soap por "Mejor Escena de Muerte." En episodios posteriores de Joey, Joey tuvo un papel estelar en Deep Powder. Cuando lo despidieron de ese trabajo, casi inmediatamente se recuperó por apropiarse de un papel protagonista en la película de acción de gran presupuesto Captured.
Joey menciona brevemente que Al Pacino es su ídolo. En Friends, Joey tiene un póster de la película de Al Pacino de 1983 Scarface en su habitación. El mismo póster es visto en su casa en Joey. En un episodio, Joey es contratado para ser el "trasero doble" de Al Pacino, un papel que perdió debido a que sobreactuó demasiado. También mencionó que su película favorita es Die Hard.

## Otros trabajos
Joey fue empleado brevemente en el Central Perk como camarero. Frente a un período de sequía en su carrera como actor, Joey persuadió a Gunther, el gerente, para trabajar allí sirviendo café. Al principio, Joey trató de esconder su nuevo trabajo de sus amigos, pero finalmente lo descubrieron. No le gustaba el trabajo pero, fiel a su naturaleza, pronto encontró una manera de usar su posición para conocer y satisfacer a mujeres atractivas dándoles comida gratis, una práctica que Gunther rápidamente detuvo. Joey no se tomó el trabajo seriamente y pasó muchas de sus horas de trabajo sentado y hablando con sus amigos. Finalmente, fue despedido por cerrar la cafetería a mediodía para ir a una audición mientras Gunther no estaba. Rachel luego persuadió a Gunther para darle de nuevo el trabajo a Joey, pero Joey encontró trabajos de actuación más estables y finalmente no fue más. Su ausencia apenas se notó. En un episodio posterior, Joey se da cuenta de que se le olvidó decirle a Gunther que renunció a su trabajo, a lo que Gunther respondió que él ya lo había despedido.
Otro de los puestos de trabajo de Joey fue cuando tenía poco dinero y fue donante de esperma en un hospital; al final, el hospital le pagaría a los donantes $700. Esto fue mencionado cuando Monica estaba tratando de seguir adelante tras su ruptura con Richard Burke. Ella decidió que quería un bebé, así que estuvo buscando donantes de esperma y se dio cuenta de que un donante anónimo era Joey. Joey luego se ofendió cuando descubrió que su esperma no se había hecho muy popular.
Algunos de los otros trabajos de Joey fueron vender árboles de Navidad, vestirse como Papá Noel y  elfo de Navidad, trabajar como  guía turístico en el Museo de Historia Natural donde Ross trabajaba, ofreciendo muestras de perfume a clientes en una tienda, y como  romano guerrero en Caesar's Palace en Las Vegas.
También trabajó en el restaurante "Alessandro's", donde Monica era jefa de cocina, apodándose a sí mismo "Dragón" mientras estaba en el trabajo. Monica lo despidió, para así poder intimidar a los otros empleados, quienes no tenían respeto hacia Monica, pero Joey obtuvo muchas propinas y se retiró del trato, dándose cuenta luego que tan importante era ser despedido por Monica. Luego se preparó para ser despedido al día siguiente.
Pasó un episodio trabajando con Chandler como procesador. Trató al trabajo como cualquier otro papel de actuación donde él era "Joey, el tipo procesador" y creó un personaje para el trabajo. Chandler comenzó a detestar el personaje de Joseph cuando él comenzó a parecerse a Chandler mientras trabajaba. Joey finalmente dejó el trabajo después de que Chandler pretendiera acostarse con la esposa de Joey y se dio cuenta de que a Chandler no le gustaba el personaje de Joseph.
Antes de la boda de Monica y Chandler, cuando los dos admitieron que tenían problemas en encontrar a alguien para llevar a cabo la ceremonia, Joey se ofreció para el papel, posteriormente ordenándose en Internet para estar autorizado para llevar a cabo el matrimonio. Aparentemente, ha mantenido este papel por lo menos hasta la temporada diez, cuando ofició la ceremonia de Phoebe y Mike, diciendo que los curas tienen permiso para viajar en el metro de forma gratuita (aunque él dice que la Biblia debe ser leída con mucho cuidado para identificar el paso que permite esto).

## Relaciones

### Rachel
Una de sus mejores amigas en la serie, y su compañera de piso en las últimas temporadas. Cuando Rachel se quedó embarazada de Ross, fue Joey quien más la cuidó y mimó, desarrollando posteriormente sentimientos de amor hacia ella. Fue la primera chica de la que él se enamoró,y fue más tarde rechazado por ella. Sin embargo, capítulos después, Rachel se dio cuenta de que sí sentía algo por Joey, y tras algunos contratiempos, pudieron por fin estar juntos aunque sólo duraron una semana ya que se les hacía extraño estar íntimamente juntos al ser tan buenos amigos, por lo que decidieron continuar su amistad normalmente.

### Chandler
Joey fue inicialmente rechazado por Chandler cuando fue a una entrevista para ser su compañero de piso, y Joey pensó que Chandler era gay. Sin embargo, el señor Heckles, otro residente del edificio, interfirió con la selección del compañero de piso, dejando que Joey se mudara (en "The One with the Flashback") en 1996. Joey se mudó tres años antes, aunque en "The One with All the Thanksgiving" muestra que el grupo sabía que Joey era el compañero de piso en 1992 y que él habría sido su compañero hace bastante tiempo. Los primeros días de Joey desarrolló una atracción breve con Monica. Esto se calmó y Chandler y Joey comenzaron a acercarse y se convirtieron en grandes amigos, mientras la vida relajante de Joey comenzaba a crecer en la de Chandler. Más adelante, compraron un pollito y un pato, a quienes Chandler había llamado Yasmine y Dick respectivamente. A menudo tenían peleas entre ellos peleando como un viejo matrimonio, con Chandler a menudo asumiendo el papel de la esposa mientras que Joey asumía el papel del esposo. Esto finalmente terminó cuando Chandler se mudó con Monica y se casó con ella. Joey se mudó temporalmente cuando tuvo éxito como el Doctor Drake Ramoray, pero pronto se mudó de vuelta al otro apartamento. Al final de la serie, Chandler y Monica dejaron en claro que su nueva casa fuera de la ciudad tendría una habitación para él.

### Ross
Las relaciones con los otros amigos siempre han sido buenas. Su mejor amigo es Chandler, y Ross es el segundo más cercano (aunque Ross ha sido referido como su mejor amigo muchas veces). En un momento, cuando Joey y Chandler tienen problemas porque Chandler besó a la novia de Joey, Joey reemplazó a Chandler por Ross como mejor amigo, aunque esto sólo duró hasta que Chandler pasó un Día de Acción de Gracias dentro de una caja para mostrar su respeto y como una disculpa hacia Joey. Joey y Chandler han permanecido como mejores amigos desde entonces.
Por otra parte, Joey y Ross compartieron momentos en un episodio después de mirar Die Hard toda la noche. Se durmieron en el sofá de Ross, lhecho que Joey disfrutó, por lo que trató de obligar a Ross para tener más siestas con él. También, al principio de la serie, después de ser persuadido por Joey, Ross se rinde y lo besa para ayudarlo a practicar a besar hombres para un papel de un hombre homosexual. En respuesta, Joey responde que la audición había terminado, que no había obtenido el papel, pero el beso fue muy bien recibido.

### Monica
Joey permitió a Monica contratarlo y despedirlo para probar a sus empleados que ella no era una presa fácil. Cuando él descubrió que Monica y Chandler habían empezado una relación romántica, aceptó mantenerlo en secreto hasta que los dos estuvieran listos para revelarlo al resto del grupo. Llamó a Chandler momentos después de sospechar que Monica estaba teniendo una aventura con un hombre misterioso cuando él lo escuchó en el apartamento.
Rachel y las otras mujeres en el show han sido objeto de muchos comentarios sexistas de Joey, especialmente Monica. Chandler una vez dijo, "Tu oferta de muchos años para tener relaciones sexuales con mi esposa es muy apreciada." Esto aparenta tosquedad, sin embargo, él siempre disfrutó una relación cercana con Monica, Rachel y Phoebe; LeBlanc especuló que Joey veía a las chicas como hermanas más que como potencial en su interés romántico.
En uno de los episodios posteriores, Joey tuvo un sueño romántico con Monica, y pensó que quizás estaba enamorado de ella. Las cosas se aclararon después, y Joey la consideró su amiga desde entonces.

### Phoebe
Cuando Phoebe fue madre de alquiler de los trillizos de su hermano y de repente ansiaba carne, Joey se ofreció en no comer carne hasta que los bebés nacieran, para compensar su consumo, y, de alguna forma, preservar su vegetarianismo (ningún animal extra sería asesinado). En "The One With all the Cheesecakes", se muestra que los dos tratan de cenar juntos para discutir sobre sus otros amigos. Cuando Phoebe estaba enojada porque ella había cumplido los treinta y un años sin haber tenido el beso perfecto, Joey la besa pudiendo así borrar eso de la lista (agregando que tiene ascendencia portuguesa cuando ella mencionó que no había conocido a ninguna persona portuguesa).
Curiosamente, Joey compartió sentimientos románticos por Phoebe. Joey piensa que Monica es linda y Rachel también, y se muestra coqueteando con ellas algunas veces. Joey salió con la hermana gemela de Phoebe, Ursula, lo que molesta a Phoebe. De acuerdo con Joey, "Phoebe es Phoebe, Ursula es linda."
Cuando Monica descubre que Joey "ve a una amiga de forma diferente", ella asume que es a Phoebe. Phoebe, abrumada por la noticia, se acerca a Joey, para descubrir que es Rachel por "el bien de los cielos". Phoebe tiene a Joey como plan B para su matrimonio.
Cuando los amigos creen que el grupo quizá se separe, Phoebe y Rachel conspiran para separarse del grupo, pero Phoebe insiste que Joey debe ser invitado a su grupo. La lealtad de Phoebe es mostrada de nuevo cuando ella dice que podría vivir en Las Vegas, ya que tiene todo lo que necesita, "¡Incluyendo a Joey!". Él a su vez, la invita para vivir con él en la mansión que él espera tener cuando se haga rico por tener un gemelo de manos. Phoebe también una vez dijo, "Cuando la revolución venga, os tendré que destruir a todos." Después de un momento de pausa, Phoebe agrega con una sonrisa, "A ti no Joey."
Cuando Joey descubrió por un cliente en el Central Perk que Phoebe aparentemente era una estrella de porno, aunque él luego alquilara alguna de las películas de 'Phoebe' para revelar las noticias a los otros, se negó a ver las películas, incluso cuando los otros cuatro decidieron mirarla. A pesar de ello, él mostró un interés en ellas cuando descubrió que era Ursula y no Phoebe.
En "The One With the Red Sweater", cuando Joey creía que Phoebe estaba embarazada, él le propuso matrimonio, diciendo que el mundo es demasiado aterrador para una madre soltera. Esta proposición fue hecha aparentemente sin intenciones románticas. Phoebe le dice que sí y acepta el anillo, pero Monica le dice a Joey que es Rachel quien está embarazada, así que Joey se lo propone a Rachel y debe recuperar el anillo de Phoebe.
Phoebe organiza citas a Joey con muchas de sus amigas. En una doble cita, Joey le organiza una cita con un extraño, Mike, con quien ella finalmente se casa.

## Edad
La edad de Joey no siempre se trata. En "El del nacimiento", que salió al aire el 11 de mayo de 1995, Joey dice que tiene 25 años, lo que lo hace ser más joven que Monica, ya que ella dijo que tenía 26. En "El de cuando Joey se cambia de casa", que se emitió menos de un año después, en febrero de 1996, Joey dice que tiene 28. Esto último puso su fecha de cumpleaños en 1967 o comienzos de 1968, que lo hace ser mayor que Chandler, que debe ser si los acontecimientos de "El de cuando todos cumplen treinta", del 8 de febrero de 2001, están correctos. En "El de Russ", que fue emitido en enero de 1996, Joey dice que ha estado actuando durante 10 años. En la sexta temporada se dice que Joey tenía 13 años en 1981, lo que ubica la fecha de nacimiento de Joey también en torno a 1968. En "El del pastel", de octubre de 2003, se dice que en 17 años Joey tendría 52 años, lo que hace que su edad sea 35 en ese momento.
En la actualidad, contando que él nació en 1968 se puede decir que tendría 56 años.
En el capítulo 4 de la novena temporada, emitida en el año 2002, Phoebe le dice que es un hombre de 32 años que nunca ha tenido una relación duradera, esto hace suponer que el año de nacimiento de Joey es 1970

## Después deFriends

### Joey(serie de televisión)
Después de la temporada final en 2003/2004 de Friends, Joey Tribbiani se convirtió en el personaje principal de Joey, un spin-off de la serie de televisión, donde se muda a Los Ángeles para consolidar su carrera como actor. Su hermana Gina Tribbiani y su sobrino Michael fueron dos personajes principales en el show. Gina es una mujer sencilla quien, con orgullo, se viste con ropa reveladora. Michael es un chico tímido que estudia ciencias y quien no es muy bueno en socializar con mujeres. Joey tiene una relación de buena amistad con una mujer atractiva llamada Alex quien, junto a su marido, un músico ambulante llamado Eric, son los caseros de Joey. Joey contrata a un nuevo agente llamado Bobbie Morgenstern, quien es bastante grosero y no muy simpático con él. Michael, queriendo seguir su propio camino, se muda con Joey, aunque Gina todavía tiene una frecuente presencia en el apartamento de Joey y Michael (sigue apareciendo para lavar la ropa de Michael, por ejemplo).
Lucy Liu finalmente se une al reparto como la productora ejecutiva de Deep Powder. Joey comienza una relación romántica con una fotógrafa del vecindario llamada Sarah (Mädchen Amick), siendo su primera relación que dura más de un episodio desde su romance con Rachel en Friends. Esto, sin embargo, termina cuando Sarah deja a Joey por su nuevo trabajo en Washington D. C., sintiendo que su relación no era lo suficientemente sería para que ella se quedara.
Tras la ida de Sarah, Alex se separa de Eric y encuentra consuelo en los brazos de Joey, pero esto no dura demasiado.
Posteriormente, tras ser asesinado en Deep Powder por ser demasiado exigente, ya que él pensó que "Estados Unidos me ama", Joey consiguió su primera gran oportunidad en la exitosa película Captured.
Luego compra una casa que se incendia y ve a su hermana reunirse con el padre de su hijo. Al terminar la serie, tiene una relación con Alex y ve a su hermana casarse con el padre de su hijo, creando así una nueva familia.
La última línea de Joey fue para Alex, "Ahí está, lo lograste."